# Santa Lucia Highlands AVA
Santa Lucia Highlands AVA (anerkannt seit dem 15. Mai 1992) ist ein Weinbaugebiet im US-Bundesstaat Kalifornien. Das Gebiet liegt im östlichen Teil des Verwaltungsgebiet Monterey County und ist Teil der übergeordneten Central Coast AVA sowie der Monterey AVA, südöstlich von Salinas. Das Weinbaugebiet liegt am Fuß der Santa Lucia Range entlang des Salinas Valley und ist nur unweit der Stadt Soledad entfernt. Im Süden der Appellation schließt das Weinbaugebiet Arroyo Seco AVA an. Die Weinberge liegen nicht über 350 m ü. NN und werden daher noch von den morgendlichen Küstennebeln des Pazifiks abgekühlt. Die höheren Lagen sind somit wärmer als die Tallagen. Mehr als die Hälfte der Rebfläche ist mit der Rebsorte Chardonnay bestockt.